# うきしま (掃海艇・2代)
うきしま（ローマ字：JDS Ukishima, MSC-653）は、海上自衛隊の掃海艇。はつしま型掃海艇の5番艇。艇名は浮島に由来する。旧海軍測天型敷設艇「浮島」、うきしま型掃海艇「うきしま」に次いで日本の艦艇としては3代目。

## 艦歴
「うきしま」は、昭和53年度計画掃海艇353号艇として、日本鋼管鶴見造船所で1979年5月15日に起工され、1980年7月11日に進水、1980年11月27日に就役し、同日付で第2掃海隊群隷下に新編された第12掃海隊に「はつしま」とともに編入された。定係港は横須賀。
1989年11月29日、第12掃海隊が舞鶴地方隊編成替えにより、第2掃海隊群直轄艇となる。
1989年12月13日、第2掃海隊群隷下に第20掃海隊が新編され、同日付で就役した「あわしま」、「さくしま」とともに編入。
1992年3月12日、横須賀地方隊隷下に第10掃海隊が新編され、「ゆりしま」とともに編入。
1997年3月12日、除籍。